# Sainte-Gemme (Marne)
Sainte-Gemme is een gemeente in het Franse departement Marne (regio Grand Est) en telt 121 inwoners (1999). De plaats maakt deel uit van het arrondissement Epernay.

## Geografie
De oppervlakte van Sainte-Gemme bedraagt 7,4 km², de bevolkingsdichtheid is 16,4 inwoners per km².
De onderstaande kaart toont de ligging van Sainte-Gemme (Marne) met de belangrijkste infrastructuur en aangrenzende gemeenten.

## Demografie
Onderstaande figuur toont het verloop van het inwonertal (bron: INSEE-tellingen).